# Língua de herança
Língua de herança é um termo utilizado para caracterizar falantes e/ou aprendizes de uma língua não-oficial na diáspora e sua aprendizagem está relacionada a questões familiares e/ou étnicas. A língua de herança é tida, muitas vezes, como um bem simbólico adquirido. Ela é também designada como língua étnica, língua de imigrantes, língua minoritária.  Em geral, a língua de herança é adquirida concomitantemente com a língua majoritária do país onde se vive. Por isso, o seu uso tende a ser restrito a ambientes familiares e/ou a pequenos grupos sociais que convivem com outra(s) língua(s) dominante(s) nos diversos setores da sociedade.

## Falantes de uma língua de herança
Os falantes de uma língua de herança são, em geral, descendentes de imigrantes que vivem em um país em que a língua de herança é minoritária, podendo ser adquirida no seio familiar e/ou em grupos sociais restritos. Assim, o falante de herança tem uma relação afetiva com essa língua e pode ter diferentes graus de desempenho nas habilidades linguísticas formais e informais. Valdés (2001) salienta que os falantes de língua de herança tem uma relação diferenciada com a língua, ela não é nem a língua materna e nem a língua estrangeira. Por isso, a necessidade de ter um termo específico para esse grupo de falantes e/ou aprendizes, pois o que caracteriza o falante de herança é muito mais o sentimento de pertencimento à língua e à cultura do que os aspectos linguísticos em si. 
[]

## Contexto histórico do surgimento do termo Língua de Herança
O conceito de língua de herança surgiu no Canadá nas décadas de 1970, por iniciativas de algumas escolas canadenses, quando os professores perceberam que havia muitos alunos que não tinham nem o francês e nem o inglês como língua materna (línguas ofícias daquele país). Desse modo, houve a necessidade de investir no ensino dessas línguas como língua segunda, considerando o contexto de aprendizagem desses alunos. Esse fato se deu em decorrência da industrialização que levou muitos imigrantes e suas famílias imigrarem para aquele país. Segundo Cummins (1983), esse foi um ponto gatilho para reflexão nas escolas de como ensinar as línguas oficiais daquele país para esses alunos e de como ensinar inglês e francês como segunda língua; e também como sensibilizar os profissionais da escola a lidar de modo acolhedor e receptivo com as diversas culturas presentes. Apesar disso, foi nos Estados Unidos que o termo começou a ser difundido, dando espaço a realização de encontros regulares para o ensino e a aprendizagem de uma língua de herança em ambientes comunitários. 

## Ensino e Aprendizagem da Língua de Herança
O ensino de uma língua minoritária é muitas vezes desprestigiadas em ambientes formais de ensino ou, até mesmo, pela sociedade, evidenciando a falta de interesse de investimento em educação bilíngue em uma língua majoritária e minoritária. O que pode-se depreender disso é o interesse maior pelo capital simbólico que a língua oferece, do que a importância e as vantagens cognitivas que o bilinguismo pode oferecer. 
• Cummins (1983), em seu estudo sobre língua de herança, percebeu que as escolas que ofereciam ensino bilíngue e/ou trilíngue na língua minoritária no programa regular da escola apresentavam alunos com autoestima e autoconhecimento, demonstrando um bom domínio da língua majoritária (francês ou inglês) e o interesse para o aprendizado de outras línguas estrangeiras. Esses alunos demonstraram também desempenho acadêmico similar e algumas vezes superior aos alunos monolíngues, apontando as vantagens de um incentivo e interesse nas culturas envolvidas no processo de aprendizagem. 
• O bilinguismo - A escolha do bilinguismo vem dos pais e eles quando se encontram em situação de imigração temem que seus filhos não se adaptem a nova língua e/ou não aprendam de modo satisfatório para se inserir na sociedade. Na pesquisa de Pereira (2017) fica evidente de que isso não passa de um mito, pois a criança, mesmo com a exposição na língua de herança em ambiente escolar e familiar, com o passar do tempo utiliza mais a língua majoritária. Assim, quando os pais decidem que seus filhos irão aprender a língua de herança, exige-se um grande esforço da família para a manutenção da língua minoritária, como, por exemplo, o uso dessa língua dentro de casa. Mas esse uso deve ser sistemático e regular, pois facilitaria o aprendizado infantil, além de preservar a importância do uso da língua de herança.
O ensino de língua de herança deve suplantar os conhecimentos linguísticos e aderir a uma abordagem de interação comunicativa, cujo objetivo é o encontro entre sujeitos interculturais e diaspóricos em outros territórios. Segundo Willians (2012, p.37), “Todo imigrante leva consigo o retrato de seu país”. E, diante desta asserção, pode-se inferir que a língua de um povo é a fotografia mais emblemática de uma cultura.
Para que haja uma maior apreensão da língua, as famílias devem estar comprometidas com esse aprendizado, explorando-a em situações diversas. Nesse sentindo, diversas associações foram criadas ao redor do mundo para atender às necessidades dessas famílias. Elas têm o intuito de preservar os laços com a língua e cultura; princípios identitários; e, também, para aumentar as oportunidades do falante, uma vez que ele se torna bilíngue.

## Língua de Herança e espaços diaspóricos
A língua de herança está atrelada, intimamente, às raízes culturais e identitárias do sujeito diaspórico. Ao resgatar sua língua materna, o indivíduo ou a comunidade inserida no contexto de uma língua majoritária é capaz de reencontrar sua identidade étnica e linguística. Na maioria das vezes, a língua de herança é falada somente no contexto familiar pelos imigrantes, os quais estão imersos em outra língua dominante em diferentes contextos, nomeadamente educacional e social. Esta situação levou muitos pais a criarem escolas comunitárias nos países, nos quais se encontravam a fim de que as futuras gerações não perdessem o contato com a sua língua de herança. 
Tendo em vista a dinamicidade e a multiculturalidade da língua, somente no seu uso, qualquer língua pode ser aprendida, reaprendida e não preterida. Para exemplificar o contexto de ensino de uma língua de herança, pode-se pensar no ensino de Português como língua de herança (PLH). Assim, o ensino de português como lingua de herança deve promover o contato com o mundo lusófonos, levando em consideração as relações  interculturais entre sujeitos deslocados e reinseridos, os quais precisam lidar com o que de fato é seu, e o que pertence à alteridade de seu entorno.

### O Português como Língua de Herança ao redor do mundo
O português é uma das línguas que muito tem produzido, pesquisado e proposto atividades para o contexto de língua de herança mundo afora. Há diversas associações de brasilieros ao redor do mundo que tem proposto cursos, atividades, seminários e conferências sobre o tema. 
No que diz respeito ao ensino, há associações espalhadas não só nos Estados Unidos e Canadá, mas também na Europa,na África e na Ásia. No entanto, há poucas escolas formais de ensino que oferecem educação bilíngue em língua portuguesa, a exemplo: Alemanha - as escolas europeias (SESB); Viena; Finlândia. 
Dia da Língua de Herança - O dia 16 de maio foi escolhido para ser o dia mundial do português como língua de herança. 

### Lusofalantes nos Estados Unidos
Nos últimos dois séculos, os EUA acolheram muitos falantes de Língua Portuguesa. No entanto, no século XIX, havia tanto a construção de uma nação multilíngue e multicultural, por conta da imigração, como também, a influência do ato nacionalista “melting pot”, o qual dava a cidadania norte-americana para quem falasse inglês. Muitos lusofalantes tinham vergonha de sua língua materna em vista do caráter decadente de Portugal e almejavam ser abraçados pela sociedade estadunidense, afastando-se, assim, de suas raízes linguísticas e culturais. Portugal, no entanto, estimulava a propagação da língua e da cultura lusófonas em terras estrangeiras, assim, as Associações de Portugueses nos EUA cresceram bastante e muitas escolas comunitárias foram criadas para que o português, enquanto língua de herança, continuasse presente nas gerações subsequentes de lusofalantes no Norte da América. Embora essas Associações, as quais promoviam a língua portuguesa, tivessem tomado grande vigor no século XX, a partir do final da década de 90, ocorreram algumas mudanças nas políticas linguísticas dos EUA, cujas transformações intensificaram-se após o ataque terrorista do 11 de setembro. Os cabo-verdianos, por exemplo, começaram a imigrar para os Estados Unidos, desde o século XVIII e ocuparam grande parte do estado de Massachusetts em busca de melhores condições sociais e econômicas. Já a grande imigração dos brasileiros para os EUA foi bem mais recente em relação aos portugueses e aos cabo-verdianos. Os lusofalantes do Brasil começaram a imigrar, massivamente, na segunda metade da década de 80 do século XX e encontram, em Massachusetts, programas criados para a promoção e circulação de Língua Portuguesa como, por exemplo, a MAPS- Massachusetts Alliance for Portuguese Speakers e, atualmente, o português brasileiro já é veiculado em revistas, canais de rádios e websites próprios.